# Murias de Paredes
Murias de Paredes település Spanyolországban, León tartományban. Lakosainak száma 340 fő (2024).

## Földrajza
Murias de Paredes Cabrillanes, San Emiliano, Riello, Igüeña, Palacios del Sil, Páramo del Sil és Villablino községekkel határos.

## Népesség
A település lakosságának változását az alábbi diagram mutatja:
| Lakosok száma | 633  | 580  | 524  | 514  | 483  | 444  | 407  | 399  | 346  | 340  |
|               | 2001 | 2004 | 2007 | 2009 | 2012 | 2014 | 2017 | 2019 | 2022 | 2024 |